# Eirik Halvorsen
Pour les articles homonymes, voir Halvorsen.
Eirik Halvorsen (né le 15 août 1975) est un ancien sauteur à ski norvégien.

## Palmarès

### Championnats du monde de vol à ski
| Épreuve / Édition | Kulm 1996 |
| Individuel        | 8e        |

### Coupe du monde
- Meilleur classement final : 16e en 1996.
- Meilleur résultat : 2e.